# Jacques Gervaise
Jacques Gervaise est un peintre français né à Orléans vers 1622, et mort à Paris le 3 octobre 1670.

## Biographie
Il a peint de nombreux appartements du palais des Tuileries, du palais du Louvre et du château de Saint-Germain-en-Laye. Entre 1667 et 1670, il réalise huit médaillons des mois de l'année (mai, juin, juillet, août, septembre, octobre, novembre, décembre) du plafond de la galerie d'Apollon d'après un programme défini par Charles Le Brun,. En 1669, il est payé pour des travaux qu'il a fait dans le petit appartement du roi à Saint-Germain-en-Laye.
Il a aussi été employé par les manufactures de tapisseries.
Il a été reçu à l'Académie royale de peinture et de sculpture le 29 novembre 1664.

### Biographie
- Adolphe Siret, « Gervaise (Jean ou Jacques) », dans Dictionnaire historique des peintres de toutes les écoles depuis l'origine de la peinture jusqu'à nos jours : contenant : 1° un abrégé de l'histoire de la peinture chez tous les peuples, 2° des tableaux synoptiques présentant la nomenclature des peintres par ordre chronologique, par écoles, etc., 3° la biographie des peintres par ordre alphabétique avec désignation d'école, 4° l'indication de leurs principaux tableaux avec désignation des lieux où ils se trouvent, 5° la caractéristique de leur style ou de leur manière, 6° le prix auquel ont été vendus, dans les ventes célèbres des trois derniers siècles y compris le dix-neuvième, les principaux tableaux, 7° six cents monogrammes environ des principaux peintres, Paris, A. Lacroix et Cie éditeurs, 1874 (lire en ligne), p. 361
- Octave Fidière, « XXXVI-Jacques Gervaise », dans Etat-civil des peintres et sculpteurs de l'Académie royale : Billets d'enterrement de 1648 à 1713 publiés d'après le registre conservé à l'Ecole des beaux-arts, Paris, Charavay Frères libraires, 1883 (lire en ligne), p. 20